# Neoeriochiton clareae
Neoeriochiton clareae är en insektsart som beskrevs av Hodgson 1994. Neoeriochiton clareae ingår i släktet Neoeriochiton och familjen filtsköldlöss. Inga underarter finns listade i Catalogue of Life.